# Christian Moyano
Pour les articles homonymes, voir Moyano.
Christian Moyano, né le 27 juillet 1995, est un coureur cycliste argentin.

## Biographie
En 2022, Christian Moyano devient champion d'Amérique du Sud de VTT cross-country marathon. Il remporte également son championnat national dans cette discipline. 
Sur route, il brille principalement dans le calendrier national argentin. Il s'impose notamment sur la Doble Media Agua en mars 2024. La même année, il termine troisième de la Clásica 1° de Mayo.

## Palmarès sur route
- 2023
  - Gran Premio Ciudad de Arroyito
- 2024
  - Vuelta del Este
  - Doble Media Agua
  - 3e de la Clásica 1° de Mayo

## Palmarès en VTT
- 2022
  -  Champion d'Amérique du Sud de cross-country marathon
  -  Champion d'Argentine de cross-country marathon